# 石油備蓄
石油備蓄（せきゆびちく）とは、オイルショックに代表される石油の急激な価格変動・戦争などによる石油供給量の減少に備えて、石油を備蓄すること。民間企業がリスク低減の一環として行うこともあるが、国の運命を左右しかねない貴重な物資という観点から、国家自身が戦略的に大規模な施設を建設して行うことが多い。

## アジアの国家石油備蓄
- 2000年頃から石油の輸入量が急増した中華人民共和国では、戦略的な石油備蓄を本格化した。2004年から備蓄基地の建設を進めている。2007年4月に開催された日中韓賢人会議では、日本・中国・韓国による石油共同備蓄が提案され、この3カ国のいずれの代表も実現に向けて積極的に動くべきとした[リンク切れ]。東南アジアにおいて、石油備蓄に関する法律が定められている日数は以下の通りである。
- シンガポール：90日分
- タイ：30日分
- ベトナム：30日分
- カンボジア・ ミャンマー：石油備蓄に関する法律は無い。

## 日本の備蓄基地の建設
日本では民間備蓄と国家備蓄、産油国共同備蓄の3つの方式で石油備蓄が行われている。
民間備蓄とは、民間企業が石油流通の施設に在庫を多めに持つ方式で、原油と石油製品を石油タンクなどに備蓄し、随時入れ替えを行っている。
国家備蓄とは、国が備蓄基地を建設し原油の形で封印保管するもので、経済産業大臣の指示のあるときのみ出し入れを行う。
産油国共同備蓄とは、政府の支援の下、日本国内の民間原油タンクを産油国の国営石油会社に貸与し、平時は当該社が東アジア向けの中継・備蓄基地として利用してもらい、我が国への原油供給が不足する際は、当該原油タンクの在庫を国内向けに優先供給するものである。
2021年9月末の時点では、国家備蓄・民間備蓄・産油国共同備蓄を合わせ、製品換算量ベースで約7,425万キロリットル・約224日分を備蓄している
。
2017年3月末当時は、国家備蓄・民間備蓄・産油国共同備蓄を合わせて約8,104万キロリットル・約208日分を備蓄していた。
国の備蓄基地は独立行政法人エネルギー・金属鉱物資源機構が管理している。
備蓄基地は重要性とは裏腹に、建設にあたってはNIMBY（忌避施設）として住民から反対運動を起こされるケースがほとんどである。この為、石油備蓄基地は工場地帯や僻地などで建設されることが多い。また、施設についても陸上のタンクばかりでなく、洋上に係留したタンカーによる備蓄や地下岩盤への備蓄など、多様な手段が取られる。

### 日本の備蓄基地

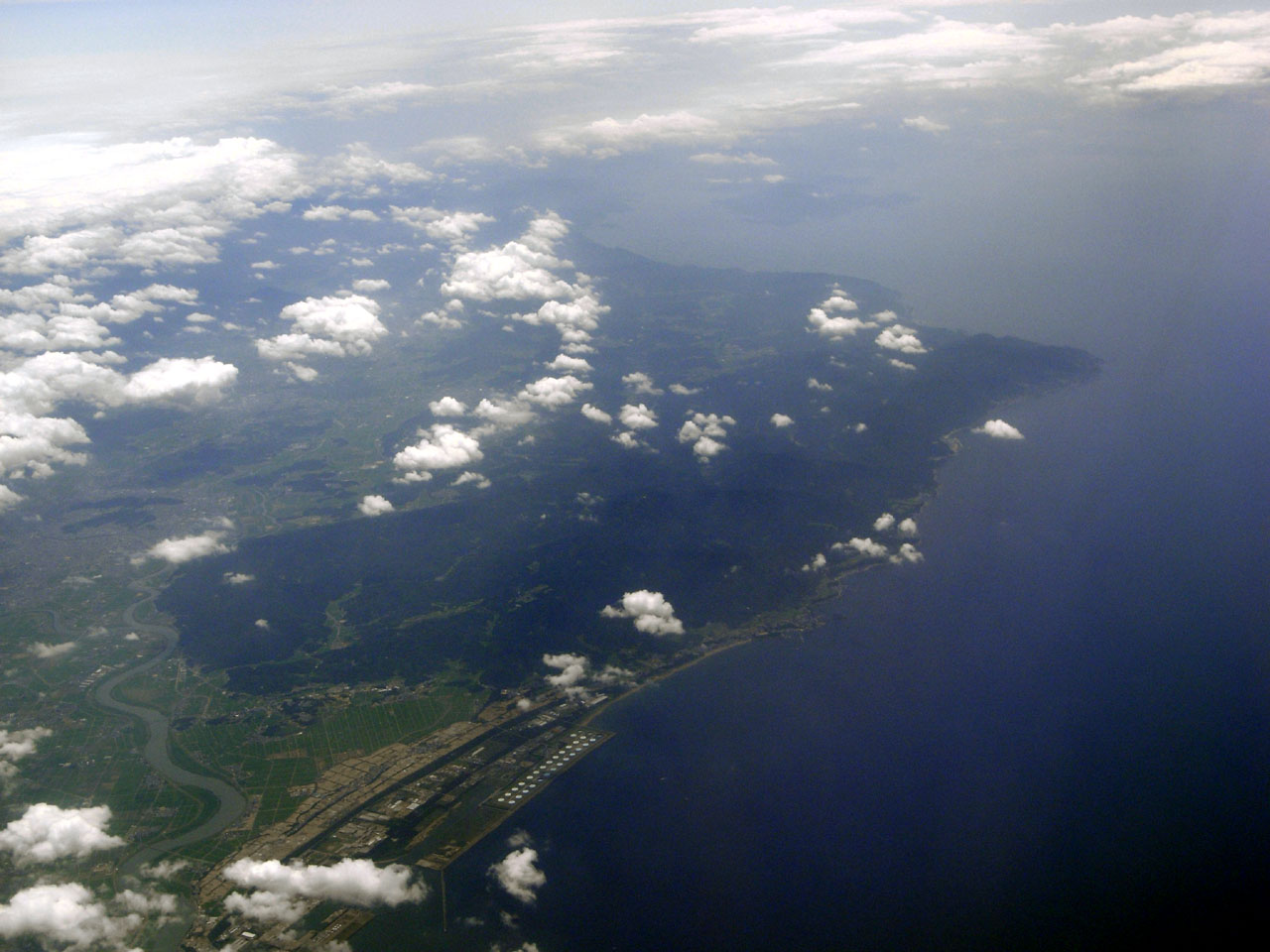
福井港に隣接する福井国家石油備蓄基地（画像下部のタンク群）。
（2007年8月18日）

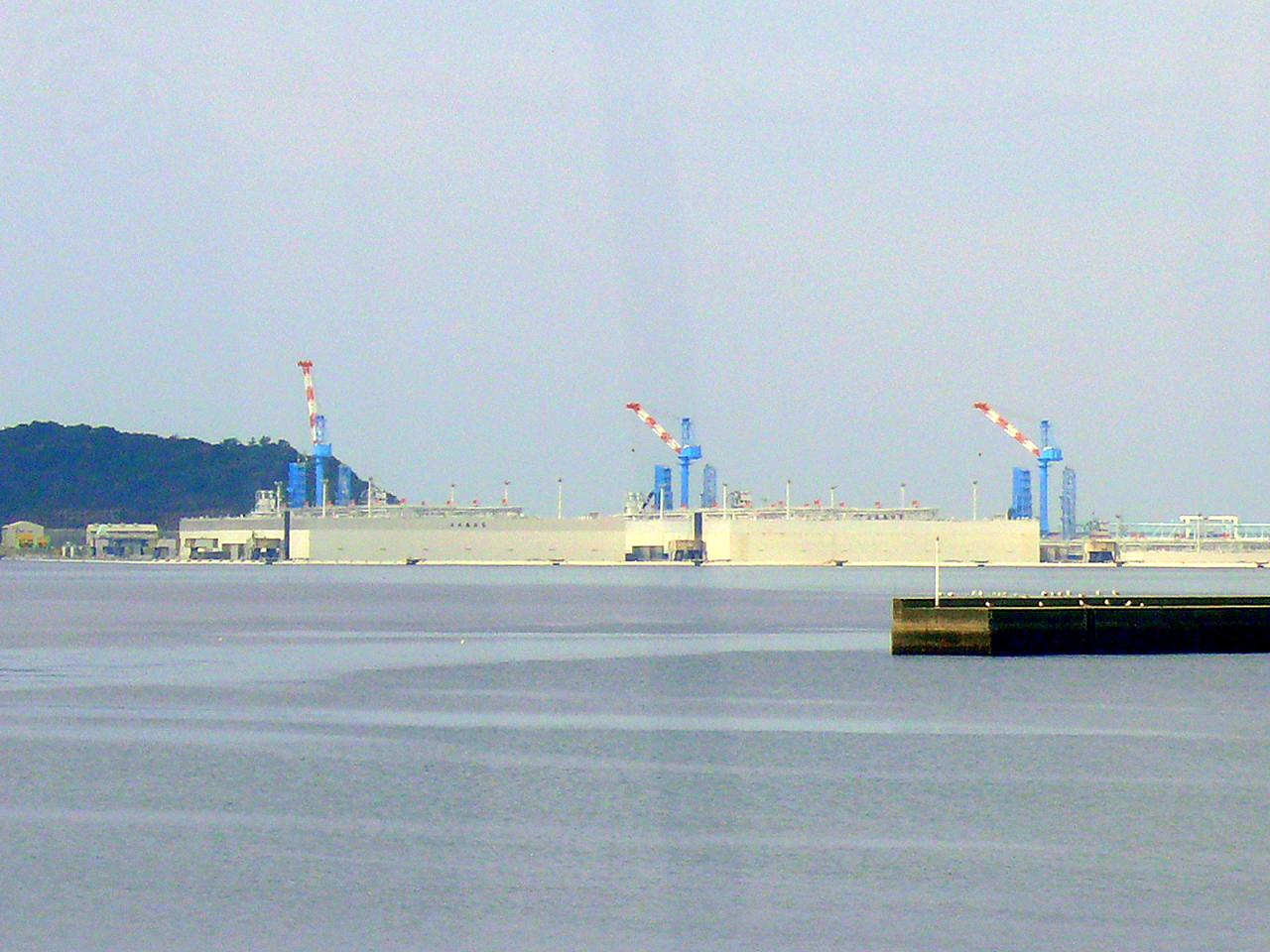
世界初の洋上石油備蓄システムを採用した上五島国家石油備蓄基地。
（2007年8月18日）

| 名称                       | 所在地                   | 会社                       | 設備容量 (kL) | 備考             |
| -------------------------- | ------------------------ | -------------------------- | ------------- | ---------------- |
| 北海道石油共同備蓄基地     | 北海道苫小牧市、厚真町   | 北海道石油共同備蓄株式会社 | 350万         | 1982年備蓄開始。 |
| 苫小牧東部国家石油備蓄基地 | 北海道苫小牧市、厚真町   | 苫東石油備蓄株式会社       | 640万         | 上記に隣接。     |
| むつ小川原国家石油備蓄基地 | 青森県六ヶ所村           | むつ小川原石油備蓄株式会社 | 570万         |                  |
| 秋田国家石油備蓄基地       | 秋田県男鹿市             | 秋田石油備蓄株式会社       | 450万         | 1989年備蓄開始。 |
| 久慈国家石油備蓄基地       | 岩手県久慈市             | 日本地下石油備蓄株式会社   | 175万         |                  |
| 新潟石油共同備蓄基地       | 新潟県聖籠町             | 新潟石油共同備蓄株式会社   | 113万         |                  |
| 三菱商事・小名浜           | 福島県小名浜             | 小名浜石油株式会社         | 150万         |                  |
| 鹿島石油・鹿島             | 茨城県神栖市             | 鹿島石油株式会社           | 330万         |                  |
| 富士石油・袖ヶ浦           | 千葉県袖ヶ浦市           | 富士石油株式会社           | N/A           |                  |
| 福井国家石油備蓄基地       | 福井県福井市、坂井市     | 福井石油備蓄株式会社       | 340万         | 1986年備蓄開始。 |
| 菊間国家石油備蓄基地       | 愛媛県今治市             | 日本地下石油備蓄株式会社   | 150万         |                  |
| 西部石油・山口             | 山口県山陽小野田市       | 西部石油株式会社           | 270万         |                  |
| 白島国家石油備蓄基地       | 福岡県北九州市           | 白島石油備蓄株式会社       | 560万         |                  |
| 上五島国家石油備蓄基地     | 長崎県新上五島町         | 上五島石油備蓄株式会社     | 440万         | 1988年備蓄開始。 |
| 串木野国家石油備蓄基地     | 鹿児島県いちき串木野市   | 日本地下石油備蓄株式会社   | 175万         |                  |
| 志布志国家石油備蓄基地     | 鹿児島県東串良町、肝付町 | 志布志石油備蓄株式会社     | 500万         |                  |
| ENEOS喜入基地              | 鹿児島県鹿児島市喜入     | ENEOS喜入基地株式会社      | 750万         |                  |
| 沖縄石油基地               | 沖縄県うるま市平安座島   | 沖縄石油基地株式会社       | 450万         | 産油国共同備蓄。 |
| 沖縄ターミナル             | 沖縄県うるま市平安座島   | 沖縄ターミナル株式会社     | 175万         | 上記に隣接。     |

## 北アメリカの国家石油備蓄
アメリカ合衆国エネルギー省は、石油の戦略備蓄を行うためにメキシコ湾岸に以下の基地を運営している。
- ブライアン・マウンド基地とビッグ・ヒル基地（共にテキサス州）
- ウェスト・ハックベリー基地とバイヨ・チョクトー基地（共にルイジアナ州）

アメリカ合衆国は計画量で約1億1156万キロリットルの石油備蓄を有し、公表値としては世界最大である。計画量の備蓄が達成されると、60日分の石油輸入量に相当する。この他に200万バレルの北東部家庭用ヒーティングオイル備蓄を保有する。
アメリカ合衆国は世界最大のエネルギー生産国でもあり、石油備蓄は価格安定の為に放出するだけで無く、時には備蓄も行う。2020年4月に原油価格が暴落し、トランプ大統領はWTI先物価格がマイナスになる事態を受けて、同年4月20日に石油備蓄を最大7500万バレル積み増す方針を明らかにした。

## 石油備蓄を取り崩す事例
- 2011年3月11日
日本において東日本大震災が発生した。緊急対応として民間備蓄義務を初動段階で3日分、追加的に22日分引き下げた[6]。
- 2019年9月14日
サウジアラビアの石油施設が攻撃を受けて炎上し、国際的な石油の供給体制に不安が生じた。翌15日にアメリカのトランプ大統領は戦略石油備蓄の放出を認可したと発表した[7]。日本も必要に応じて国際機関・各国と協調して石油備蓄を放出する方針を打ち出した[8]。